# Canton de Lalinde
Le canton de Lalinde est une circonscription électorale française, située dans le département de la Dordogne, en région Nouvelle-Aquitaine.
Avant 2015, c'était une division administrative. 

## Historique
- Le canton de Lalinde, initialement appelé canton de la Linde, est l'un des cantons de la Dordogne créés en 1790, en même temps que les autres cantons français. Il a d'abord été rattaché au district de Bergerac avant de faire partie de l'arrondissement de Bergerac[1].

- De 1833 à 1842, les cantons de Lalinde et de Saint-Alvère avaient le même conseiller général. Le nombre de conseillers généraux était limité à 30 par département[2].

### Redécoupage cantonal de 2014-2015
Par décret du 21 février 2014, le nombre de cantons du département est divisé par deux, avec mise en application aux élections départementales de 2015. Le canton de Lalinde est conservé et s'agrandit. Il passe de 14 à 49 communes.

## Géographie
Ce canton est organisé autour de Lalinde dans l'arrondissement de Bergerac. Son altitude varie de 18 m (Saint-Agne et Saint-Capraise-de-Lalinde) à 288 m (Capdrot).

## Représentation

### Conseillers généraux de 1833 à 2015
Avant 1833, les conseillers généraux étaient désignés, et ne représentaient pas un canton déterminé.
| Période | Période           | Identité                                   | Étiquette    | Qualité                                                                          |
| ------- | ----------------- | ------------------------------------------ | ------------ | -------------------------------------------------------------------------------- |
| 1833    | 1834 (annulation) | Raymond Siozard                            |              | Médecin à Limeuil                                                                |
| 1834    | 1848              | Jean Alexandre Valleton de Garraube        | Centre droit | Colonel d'infanterie Propriétaire à Liorac Député (1831-1848)                    |
| 1848    | 1855              | Alexis de Gourgue                          |              | Auditeur au Conseil d'État, archéologue, propriétaire à Lanquais                 |
| 1855    | 1865              | Joseph Luc Pigeon de la Gineste            |              | Propriétaire, maire de Couze, ancien conseiller d'arrondissement                 |
| 1865    | 1866 (décès)      | Oscar de Bonfils de Lavernelle (1826-1866) |              | Propriétaire                                                                     |
| 1867    | 1881              | Antoine Lassaigne                          | Droite       | Ancien médecin-major, propriétaire à Saint-Marcel                                |
| 1881    | 1892              | Pierre Personne                            | Droite       | Industriel, négociant, maire de Lalinde                                          |
| 1892    | 1919              | Ludovic Jammes                             | Rad.         | Pharmacien - Maire de Lalinde - Conseiller d'arrondissement                      |
| 1919    | 1922              | Jean-Albert Noble                          |              | Médecin - Maire de Lalinde                                                       |
| 1922    | 1940              | Jean Banes                                 | Rad.         | Propriétaire-agriculteur, maire de Cause-de-Clérans, conseiller d'arrondissement |
|         |                   |                                            |              |                                                                                  |
| 1942    | 1945              | André Chavoix                              |              | Notaire - Maire de Lalinde Nommé conseiller départemental en 1942                |
|         |                   |                                            |              |                                                                                  |
| 1945    | 1949              | Jean-André Heynard                         | PCF          | Instituteur Maire de Lalinde (1945-1953)                                         |
| 1949    | 1976 (décès)      | Marcel Ventenat                            | CNIP-RGR     | Ingénieur civil des Mines Maire de Lalinde                                       |
| 1976    | 1992              | Michel Suchod                              | PS puis MDC  | Diplomate - Député (1980-1986 et 1988-1993) Conseiller régional (1986-1992)      |
| 1992    | 1998              | Philippe Dudreuilh                         | DVD          | Notaire Conseiller municipal de Lalinde                                          |
| 1998    | 2004              | Michel Suchod                              | MDC          | Diplomate - Député (1997-2002)                                                   |
| 2004    | 2015              | Serge Mérillou                             | PS           | Directeur adjoint de la Chambre d'Agriculture Maire de Saint-Agne                |

### Conseillers d'arrondissement (de 1833 à 1940)
| Période                                  | Période | Identité                        | Étiquette                | Qualité |
| ---------------------------------------- | ------- | ------------------------------- | ------------------------ | --- |
| Les données manquantes sont à compléter. |         |                                 |                          | |
| 1833                                     | 1842    | Joseph Luc Pigeon de La Geneste |                          | Ancien officier de cavalerie, maire de Couze                                                                |
| 1842                                     | 1848    | Théodore Élie Morand-Dupuch     |                          | Ancien officier de cavalerie et général de division, propriétaire à Mauzac                                  |
| 1848                                     | 1852    | Joseph Luc Pigeon de la Geneste |                          | Propriétaire, maire de Couze                                                                                |
| 1852                                     | 1871    | François Beneys                 |                          | Maire de Liorac-sur-Louyre                                                                                  |
| 1871                                     | 1877    | Abel Laloubie                   |                          | Propriétaire, maire de Lalinde, nommé percepteur en 1873 à Marcigny-sous-Thil (Côte-d'Or)                   |
| 1877                                     | 1883    | Albert Vizerie                  |                          | Conseiller municipal de Bergerac                                                                            |
| 1883                                     | 1889    | Henri Delert                    | Conservateur             | Ancien notaire, propriétaire à Couze                                                                        |
| 1889                                     | 1892    | Ludovic Jammes                  | Républicain              | Pharmacien - Maire de Lalinde                                                                               |
| 1892                                     | 1919    | Joseph Pradier                  | Républicain opportuniste | Adjoint au maire de Lalinde, juge de paix du canton de Beaumont                                             |
| 1919                                     | 1922    | Jean Banes                      | Radical                  | Agriculteur, maire de Cause-de-Clérans                                                                      |
| 1922                                     | 1940    | Évan Prévot                     | Radical                  | Négociant, maire de Lalinde                                                                                 |
| 1940                                     |         |                                 |                          | Les conseils d'arrondissement ont été suspendus par la loi du 12 octobre 1940 et n'ont jamais été réactivés |

Sources : "Annuaires et calendriers 1789-1842 " sur le site des archives départementales de la Dordogne. https://archives.dordogne.fr/r/72/fonds-imprimes/annuaires-et-calendriers?arko_default_6076b1c79b335--ficheFocus=

### Représentation à partir de 2015
| Période élective | Période élective | Mandat | Mandat   | Identité          | Nuance | Nuance | Qualité                                                                                                |
| ---------------- | ---------------- | ------ | -------- | ----------------- | ------ | ------ | --- |
| 2015             | 2021             | 2015   | 2021     | Marie-Lise Marsat |        | PS     | Conseillère municipale (2015-2020) du Buisson-de-Cadouin puis maire (depuis 2020)                      |
| 2015             | 2021             | 2015   | 2021     | Serge Mérillou    |        | PS     | Retraité - Maire de Saint-Agne (1989-2020), Sénateur depuis 2020                                       |
| 2021             | 2028             | 2021   | en cours | Marie-Lise Marsat |        | PS     | Conseillère sortante, 6e vice-présidente chargée de la solidarité - personnes en situation de handicap |
| 2021             | 2028             | 2021   | en cours | Serge Mérillou    |        | PS     | Conseiller sortant                                                                                     |

### Résultats détaillés

#### Élections de mars 2015
À l'issue du premier tour des élections départementales de 2015, deux binômes sont en ballottage : Marie-Lise Marsat et Serge Mérillou (PS, 31,12 %) et Véronique Capdeville et Dominique Mortemousque (Union de la droite, 23,44 %). Le taux de participation est de 64,56 % (9 138 votants sur 14 155 inscrits) contre 60,04 % au niveau départemental et 50,17 % au niveau national.
Au second tour, Marie-Lise Marsat et Serge Mérillou (PS) sont élus avec 55,86 % des suffrages exprimés et un taux de participation de 63,92 % (4 597 voix pour 9 047 votants et 14 154 inscrits).

#### Élections de juin 2021
Le premier tour des élections départementales de 2021 est marqué par un très faible taux de participation (33,26 % au niveau national). Dans le canton de Lalinde, ce taux de participation est de 42,31 % (5 979 votants sur 14 132 inscrits) contre 40,86 % au niveau départemental. À l'issue de ce premier tour,  le binôme constitué de Marie-Lise Marsat et Serge Mérillou (PS), est élu avec 77,41 % des suffrages exprimés.

## Composition

### Composition avant 2015

Situation du canton de Lalinde dans l'arrondissement de Bergerac en 2014.

Le canton de Lalinde regroupait quatorze communes.
| Nom                       | Code Insee | Codepostal | Superficie (km2) | Population (dernière pop. légale) | Densité (hab./km2) |
| ------------------------- | ---------- | ---------- | ---------------- | --------------------------------- | ------------------ |
| Lalinde (chef-lieu)       | 24223      | 24150      | 27,70            | 2 953 (2012)                      | 107                |
| Baneuil                   | 24023      | 24150      | 8,89             | 351 (2012)                        | 39                 |
| Cause-de-Clérans          | 24088      | 24150      | 14,35            | 334 (2012)                        | 23                 |
| Couze-et-Saint-Front      | 24143      | 24150      | 8,19             | 739 (2012)                        | 90                 |
| Lanquais                  | 24228      | 24150      | 14,48            | 550 (2012)                        | 38                 |
| Liorac-sur-Louyre         | 24242      | 24520      | 20,27            | 232 (2012)                        | 11                 |
| Mauzac-et-Grand-Castang   | 24260      | 24150      | 15,85            | 896 (2012)                        | 57                 |
| Pressignac-Vicq           | 24338      | 24150      | 17,06            | 481 (2012)                        | 28                 |
| Saint-Agne                | 24361      | 24520      | 5,87             | 420 (2012)                        | 72                 |
| Saint-Capraise-de-Lalinde | 24382      | 24150      | 3,83             | 523 (2012)                        | 137                |
| Saint-Félix-de-Villadeix  | 24405      | 24510      | 16,88            | 298 (2012)                        | 18                 |
| Saint-Marcel-du-Périgord  | 24445      | 24510      | 11,46            | 155 (2012)                        | 14                 |
| Varennes                  | 24566      | 24150      | 4,05             | 447 (2012)                        | 110                |
| Verdon                    | 24570      | 24520      | 4,95             | 45 (2012)                         | 9,1                |

### Composition à partir de 2015
Lors du redécoupage de 2015, le canton de Lalinde se composait de 49 communes. Il associe l'intégralité des communes de quatre anciens cantons : Beaumont-du-Périgord, Lalinde, Le Buisson-de-Cadouin et Monpazier, auxquelles s'ajoutent deux communes de l'ancien canton de Sainte-Alvère (Pezuls et Sainte-Foy-de-Longas). Ainsi élargi, il épouse exactement les contours de la communauté de communes des Bastides Dordogne-Périgord, mise en place le 1er janvier 2013. Le bureau centralisateur reste fixé à Lalinde.
À la suite de la fusion des communes de Beaumont-du-Périgord, Labouquerie, Nojals-et-Clotte et Sainte-Sabine-Born au 1er janvier 2016 pour former la commune nouvelle de Beaumontois en Périgord, il est désormais constitué de 46 communes :
| Nom                             | Code Insee | Intercommunalité                  | Superficie (km2) | Population (dernière pop. légale) | Densité (hab./km2) | Modifier                                    |
| ------------------------------- | ---------- | --------------------------------- | ---------------- | --------------------------------- | ------------------ | ------------------------------------------- |
| Lalinde (bureau centralisateur) | 24223      | CC des Bastides Dordogne-Périgord | 27,70            | 2 936 (2022)                      | 106                | modifier les données · modifier les données |
| Alles-sur-Dordogne              | 24005      | CC des Bastides Dordogne-Périgord | 9,41             | 384 (2022)                        | 41                 | modifier les données · modifier les données |
| Badefols-sur-Dordogne           | 24022      | CC des Bastides Dordogne-Périgord | 6,06             | 205 (2022)                        | 34                 | modifier les données · modifier les données |
| Baneuil                         | 24023      | CC des Bastides Dordogne-Périgord | 8,89             | 316 (2022)                        | 36                 | modifier les données · modifier les données |
| Bayac                           | 24027      | CC des Bastides Dordogne-Périgord | 10,23            | 356 (2022)                        | 35                 | modifier les données · modifier les données |
| Beaumontois en Périgord         | 24028      | CC des Bastides Dordogne-Périgord | 72,71            | 1 730 (2022)                      | 24                 | modifier les données · modifier les données |
| Biron                           | 24043      | CC des Bastides Dordogne-Périgord | 12,98            | 146 (2022)                        | 11                 | modifier les données · modifier les données |
| Bouillac                        | 24052      | CC des Bastides Dordogne-Périgord | 12,34            | 123 (2022)                        | 10,0               | modifier les données · modifier les données |
| Bourniquel                      | 24060      | CC des Bastides Dordogne-Périgord | 8,96             | 67 (2022)                         | 7,5                | modifier les données · modifier les données |
| Le Buisson-de-Cadouin           | 24068      | CC des Bastides Dordogne-Périgord | 50,37            | 1 954 (2022)                      | 39                 | modifier les données · modifier les données |
| Calès                           | 24073      | CC des Bastides Dordogne-Périgord | 8,02             | 373 (2022)                        | 47                 | modifier les données · modifier les données |
| Capdrot                         | 24080      | CC des Bastides Dordogne-Périgord | 43,72            | 461 (2022)                        | 11                 | modifier les données · modifier les données |
| Cause-de-Clérans                | 24088      | CC des Bastides Dordogne-Périgord | 14,35            | 336 (2022)                        | 23                 | modifier les données · modifier les données |
| Couze-et-Saint-Front            | 24143      | CC des Bastides Dordogne-Périgord | 8,19             | 715 (2022)                        | 87                 | modifier les données · modifier les données |
| Gaugeac                         | 24195      | CC des Bastides Dordogne-Périgord | 10,17            | 107 (2022)                        | 11                 | modifier les données · modifier les données |
| Lanquais                        | 24228      | CC des Bastides Dordogne-Périgord | 14,48            | 501 (2022)                        | 35                 | modifier les données · modifier les données |
| Lavalade                        | 24231      | CC des Bastides Dordogne-Périgord | 3,95             | 105 (2022)                        | 27                 | modifier les données · modifier les données |
| Liorac-sur-Louyre               | 24242      | CC des Bastides Dordogne-Périgord | 20,27            | 260 (2022)                        | 13                 | modifier les données · modifier les données |
| Lolme                           | 24244      | CC des Bastides Dordogne-Périgord | 6,92             | 191 (2022)                        | 28                 | modifier les données · modifier les données |
| Marsalès                        | 24257      | CC des Bastides Dordogne-Périgord | 9,43             | 225 (2022)                        | 24                 | modifier les données · modifier les données |
| Mauzac-et-Grand-Castang         | 24260      | CC des Bastides Dordogne-Périgord | 15,85            | 876 (2022)                        | 55                 | modifier les données · modifier les données |
| Molières                        | 24273      | CC des Bastides Dordogne-Périgord | 21,22            | 352 (2022)                        | 17                 | modifier les données · modifier les données |
| Monpazier                       | 24280      | CC des Bastides Dordogne-Périgord | 0,53             | 442 (2022)                        | 834                | modifier les données · modifier les données |
| Monsac                          | 24281      | CC des Bastides Dordogne-Périgord | 10,74            | 178 (2022)                        | 17                 | modifier les données · modifier les données |
| Montferrand-du-Périgord         | 24290      | CC des Bastides Dordogne-Périgord | 13,10            | 155 (2022)                        | 12                 | modifier les données · modifier les données |
| Naussannes                      | 24307      | CC des Bastides Dordogne-Périgord | 14,82            | 236 (2022)                        | 16                 | modifier les données · modifier les données |
| Pezuls                          | 24327      | CC des Bastides Dordogne-Périgord | 10,38            | 118 (2022)                        | 11                 | modifier les données · modifier les données |
| Pontours                        | 24334      | CC des Bastides Dordogne-Périgord | 6,69             | 208 (2022)                        | 31                 | modifier les données · modifier les données |
| Pressignac-Vicq                 | 24338      | CC des Bastides Dordogne-Périgord | 17,06            | 454 (2022)                        | 27                 | modifier les données · modifier les données |
| Rampieux                        | 24347      | CC des Bastides Dordogne-Périgord | 11,82            | 139 (2022)                        | 12                 | modifier les données · modifier les données |
| Saint-Agne                      | 24361      | CC des Bastides Dordogne-Périgord | 5,87             | 443 (2022)                        | 75                 | modifier les données · modifier les données |
| Saint-Avit-Rivière              | 24378      | CC des Bastides Dordogne-Périgord | 14,00            | 89 (2022)                         | 6,4                | modifier les données · modifier les données |
| Saint-Avit-Sénieur              | 24379      | CC des Bastides Dordogne-Périgord | 23,40            | 416 (2022)                        | 18                 | modifier les données · modifier les données |
| Saint-Capraise-de-Lalinde       | 24382      | CC des Bastides Dordogne-Périgord | 3,83             | 526 (2022)                        | 137                | modifier les données · modifier les données |
| Saint-Cassien                   | 24384      | CC des Bastides Dordogne-Périgord | 4,72             | 32 (2022)                         | 6,8                | modifier les données · modifier les données |
| Saint-Félix-de-Villadeix        | 24405      | CC des Bastides Dordogne-Périgord | 16,88            | 319 (2022)                        | 19                 | modifier les données · modifier les données |
| Saint-Marcel-du-Périgord        | 24445      | CC des Bastides Dordogne-Périgord | 11,46            | 138 (2022)                        | 12                 | modifier les données · modifier les données |
| Saint-Marcory                   | 24446      | CC des Bastides Dordogne-Périgord | 4,76             | 54 (2022)                         | 11                 | modifier les données · modifier les données |
| Saint-Romain-de-Monpazier       | 24495      | CC des Bastides Dordogne-Périgord | 7,48             | 108 (2022)                        | 14                 | modifier les données · modifier les données |
| Sainte-Croix                    | 24393      | CC des Bastides Dordogne-Périgord | 12,87            | 85 (2022)                         | 6,6                | modifier les données · modifier les données |
| Sainte-Foy-de-Longas            | 24407      | CC des Bastides Dordogne-Périgord | 16,18            | 244 (2022)                        | 15                 | modifier les données · modifier les données |
| Soulaures                       | 24542      | CC des Bastides Dordogne-Périgord | 10,28            | 70 (2022)                         | 6,8                | modifier les données · modifier les données |
| Urval                           | 24560      | CC des Bastides Dordogne-Périgord | 13,38            | 115 (2022)                        | 8,6                | modifier les données · modifier les données |
| Varennes                        | 24566      | CC des Bastides Dordogne-Périgord | 4,05             | 460 (2022)                        | 114                | modifier les données · modifier les données |
| Verdon                          | 24570      | CC des Bastides Dordogne-Périgord | 4,95             | 36 (2022)                         | 7,3                | modifier les données · modifier les données |
| Vergt-de-Biron                  | 24572      | CC des Bastides Dordogne-Périgord | 16,17            | 188 (2022)                        | 12                 | modifier les données · modifier les données |
| Canton de Lalinde               | 2408       |                                   | 651,64           | 17 972 (2022)                     | 28                 | modifier les données                        |

## Démographie

### Démographie avant 2015
| 1962  | 1968  | 1975  | 1982  | 1990  | 1999  | 2006  | 2011  | 2012  |
| ----- | ----- | ----- | ----- | ----- | ----- | ----- | ----- | ----- |
| 8 084 | 8 172 | 7 972 | 7 830 | 8 277 | 8 159 | 8 297 | 8 405 | 8 424 |

### Démographie depuis 2015
En 2022, le canton comptait 17 972 habitants, en évolution de −1,04 % par rapport à 2016 (Dordogne : +0,37 %, France hors Mayotte : +2,11 %).
| 2013   | 2018   | 2022   |
| ------ | ------ | ------ |
| 18 628 | 18 049 | 17 972 |